# Зарідзеєбі
Зарідзеєбі (груз. ზარიძეები) — село в Грузії.
За даними перепису населення 2014 року в селі проживає 298 осіб.